# Station Papowo Toruńskie
Station Papowo Toruńskie is een spoorwegstation in de Poolse plaats Papowo Toruńskie.